# CLS Communication
CLS Communication er en virksomhed, der tilbyder sproglige løsninger inden for oversættelse, redigering og tekstforfatning. Virksomheden er hjemmehørende i Schweiz. Den har 19 kontorer fordelt på tre kontinenter og tilbyder oversættelse, redigering og tekstforfatning til kunder inden for finans, life science, telekommunikation og jura.
Firmaet har omkring 250 in-house oversættere og tekstforfattere samt et netværk af 2.400 eksterne samarbejdspartnere. CLS Communication har ifølge sit website, der er opdateret i 2011, over 900 kunder.

## Historie
CLS Communication blev stiftet i 1997 som resultat af et frasalg fra Swiss Bank Corporation (nu UBS) og Zurich Financial Services. I 2002 insourcede virksomheden oversættelsesteamene i Swisscom og Sunrise, Schweiz' to førende telekommunikationsvirksomheder, samt oversættelsesenheden i Raiffeisens bankkoncern i Schweiz. I 2002 åbnede CLS desuden kontorer i London og New York. Med opkøbet af det London-baserede Richard Gray Financial Translations (RGFT) i 2004 fik CLS endnu et kontor i Storbritannien samt nye kontorer i form af RGFT's tidligere kontorer i Paris og Madrid. CLS etablerede derefter afdelinger i København og Frankfurt. Mellem 2005 og 2007 indledte CLS aktiviteter i Asien med åbning af kontorer i Singapore, Hongkong, Shanghai og Beijing. Desuden har CLS overtaget sprogteamene i Swiss Re, Lombard Odier, Danske Bank m.fl.
I 2003 opnåede CLS fuld selvstændighed efter et management buyout. I 2009 fik virksomheden en ny majoritetsaktionær, den schweiziske kapitalfond Zurmont Madison, gennem en kapitalforhøjelse og delvis overtagelse af eksisterende aktionærers aktiebeholdninger. CLS har siden opkøbt Lexi-tech International, det største oversættelsesfirma i Canada (tidligere ejet af J.D. Irving), og Scandinavian Translators i Danmark.
CLS Communication har i januar 2013 overtaget 4-Text, som er et oversættelsesfirma med speciale i teknisk dokumentation. Virksomheden er beliggende i Berlin og har godt 60 ansatte og 200 freelanceoversættere.
Ifølge rapporten "The Language Services Market: 2013" af Donald A. DePalma og Vijayalaxmi Hegde, udgivet af Common Sense Advisory, er CLS Communication den 11. største udbyder af sproglige serviceydelser i verden.
Doris Albisser var CEO for CLS Communication i 16 år indtil august 2013, hvor hun overdrog det ledelsesmæssige ansvar til sin CFO og stedfortræder Matthias Trümpy og blev næstformand i bestyrelsen. Under Doris Albissers ledelse er virksomheden vokset fra en intern bankoversættelsesafdeling til en af de ti største udbydere af sproglige ydelser i verden med over 600 interne medarbejdere og et netværk med ca. 5.000 freelancere på verdensplan.
CLS Communication blev i januar 2015 overtaget af Lionbridge, verdens førende udbyder af oversættelses- og lokaliseringstjenester.
I juli 2015 overdrog Matthias Trümpy roret til Tom Spel. Markus Hacker lev udnævnt til General Manager, Central Europe i juli 2017.

## Serviceydelser
CLS Communication's kerneforretningsområde er oversættelse, redigering og tekstforfatning. Virksomheden har desuden en afdeling for terminologi, som hjælper kunder med at etablere egne termdatabaser og organisere deres sproglige arbejde. CLS tilbyder også et værktøj til maskinoversættelse.
Et andet nicheområde for CLS Communication er den europæiske standard Undertakings for Collective Investment in Transferable Securities Directives (UCITS IV), som giver kollektive investeringsordninger adgang til at markedsføre sig i hele den Europæiske Union på grundlag af tilladelse fra blot én medlemsstat. CLS oversætter også årsrapporter for selskaber.

## Eksterne links
- CLS Communication
- CLS Lexitech
- J.D. Irving